# Swedish Sensation
Swedish Sensation är Monica Zetterlunds första musikalbum, utgivet 1958. Albumet återutgavs på cd 2009.

## Låtlista
1. I Should Care (Axel Stordahl/Paul Weston/Sammy Cahn) – 3'00
2. It's All Right with Me (Cole Porter) – 2'24
3. Imagination (Jimmy Van Heusen/Johnny Burke) – 2'31
4. Easy Street (Alan Rankin Jones) – 2'10
5. Opus Sex (Eric Moseholm/Bente Arendrup) – 4'06
6. I Didn't Know What Time it Was (Richard Rodgers/Lorenz Hart) – 2'34
7. Yesterdays (Jerome Kern/Otto Harbach) – 4'17
8. Love for Sale (Cole Porter) – 4'01
9. Darn That Dream (Jimmy Van Heusen/Eddie DeLange) – 2'16
10. He's Funny That Way (Neil Moret/Richard Whiting) – 4'55
11. I'll Take Romance (Oscar Hammerstein/Ben Oakland) – 2'09
12. Deep in a Dream (Jimmy Van Heusen/Eddie DeLange) – 2'29
13. There's No You (Hal Hopper/Tom Adair) – 2'51
14. The Things We Did Last Summer (Jule Styne/Sammy Cahn) – 2'29
15. My Old Flame (Arthur Johnston/Sam Coslow) – 2'27
16. My Heart, My Mind, My Everything (Duke Ellington) – 2'41
17. Spring is Here (Richard Rodgers/Lorenz Hart) – 4'05
18. Easy Living (Ralph Rainger/Leo Robin) – 5'40
19. Don't Be That Way (Benny Goodman/Edgar Sampson/Mitchell Parish) – 2'16
20. More Than You Know (Vincent Youmans/Billy Rose/Edward Eliscu) – 2'34
21. Lonesome Road (Nat Shilkret/Gene Austin) – 1'48

## Medverkande
- Monica Zetterlund – sång
- Zoot Sims – tenorsaxofon (1, 4, 7, 14)
- Al Hall – trumpet (2, 5, 8, 12, 13, 15, 16)
- Thad Jones – trumpet (3, 6, 10, 11)
- Jimmy Jones – piano
- Milt Hinton – bas
- Osie Johnson – trummor (1, 3, 4, 6, 7, 10, 11, 14)
- Bobby Donaldson – trummor (2, 5, 8, 12, 13, 15, 16)
- Donald Byrd, Bengt-Arne Wallin, Gösta Nilsson, Bernth Gustavsson, Benny Baily – trumpet
- Åke Persson, Andreas Skjold, Kurt Järnberg – trombon
- Bjarne Nerem, Johnny Ekh, Rolf Blomqvist, Georg Björklund – tenorsaxofon
- Rune Falk – barytonsaxofon
- Arne Domnérus – altsaxofon
- Lars Pettersson, Georg Riedel – bas
- Sture Kallin, Joe Harris, William Schiöpffe – trummor
- Gunnar Svensson, Bengt Laxeua, Lars Bagge – piano
- Yngve Sandström – altflöjt